# سوسکچه‌های بلوط
سوسکچه‌های بلوط (نام علمی: Curculio) سرده‌ای از خانواده سوسکچه‌های خرطوم‌دار و زیرخانواده سوسکچه‌های خرطوم‌دار کورولیونیا می‌باشند. این سرده مجموعاً دارای ۳۰ گونه در سراسر جهان است.

## برخی گونه‌ها
- سوسکچه خرطوم‌دار درخت فندقی (Curculio occidentis)
- سوسکچه گردوی پی‌کان (Curculio caryae)
- سوسکچه شاه بلوطی (Curculio elephas)
- سوسکچه دماغ منقاری (Curculio glandium)
- سوسکچه پندوک (Curculio nucum)